# Kihoku (Ehime)
Kihoku (jap. 鬼北町 Kihoku-chō) – miasto w Japonii, na wyspie Sikoku, w prefekturze Ehime. Według danych na rok 2020 miejscowość zamieszkiwało 9 682 mieszkańców , a gęstość zaludnienia wyniosła 40 os./km².